# Grismadox
Grismadox es un género de arañas de la familia Corinnidae.

## Especies
- Grismadox baueri Pett, Rubio & Perger, 2022
- Grismadox elsneri Perger, Rubio & Pett, 2022
- Grismadox karugua Pett, Rubio & Perger, 2022
- Grismadox mazaxoides (Perger & Dupérré, 2021)
- Grismadox mboitui (Pett, 2021)